# Fadhma Aït Mansour Amrouche
Pour les articles homonymes, voir Amrouche.
 (novembre 2012).
Si vous disposez d'ouvrages ou d'articles de référence ou si vous connaissez des sites web de qualité traitant du thème abordé ici, merci de compléter l'article en donnant les références utiles à sa vérifiabilité et en les liant à la section « Notes et références ».
Fadhma Aït Mansour Amrouche (en kabyle: Faḍma At Menṣur-Ɛemruc), née en 1882 à Tizi Hibel (dans l'actuelle commune d'Aït Mahmoud, en Algérie) et morte le 9 juillet 1967 à Saint-Brice-en-Coglès (Ille-et-Vilaine), est une femme de lettres Kabyle d'expression française, mère des écrivains Jean et Taos Amrouche.

## Biographie

### Origines
La mère de Fadhma, Ayna Aït Larbi Ou Saïd (Ayna At Lεarbi U Saεid), née à Tizi Hibel  un village situé au ath douala (wilaya de Tizi Ouzou) en Algérie, est d'abord mariée très jeune à un homme beaucoup plus âgé, avec qui elle a deux enfants. À la mort de son mari, elle décide de vivre seule avec ses deux enfants, refusant l'offre de son frère Kaci de venir habiter chez leur mère, comme le voudrait la coutume. Son frère la renie : écartée de la famille, elle ne peut pas assister aux funérailles de sa mère.
Ayna et un homme de son voisinage, qui s'avère être de la même famille que son ancien mari, tombent amoureux. Aïna tombe enceinte, mais cet homme, déjà fiancé avec une autre femme de famille importante, refuse de reconnaître la paternité. Ayna est exclue de la communauté et accouche seule dans sa maison de Tizi Hibel, (près ath Douala) avec ses deux jeunes enfants.

### Conversion au catholicisme
Fadhma Aït Mansour est donc fille illégitime d'une veuve. Dans son enfance, elle subit la méchanceté des villageois, avec de nombreuses violences. En 1885, sa mère la confie aux religieuses de la mission catholique des Iwadiyen (Ouadhias), mais elle n'y est pas heureuse (réf. nécessaires). Sa mère se remarie.
En 1886, Fadhma entre au pensionnat (école laïque) de Taddart u-Fella près de Ath Douala. Elle passe son certificat d'études en 1892.
Elle retourne ensuite à son village près de sa mère qui lui apprend les coutumes et les savoirs traditionnels, notamment des chants et poèmes kabyles. Elle part travailler à l'hôpital d'Aït Manguellet auprès des Sœurs missionnaires de Notre-Dame d'Afrique (dites sœurs blanches, fondées par Mgr Lavigerie). Elle se convertit au christianisme et se fait baptiser. Elle reçoit le prénom de Marguerite.

### Mère de famille et écrivaine
Elle rencontre un autre Kabyle converti au catholicisme, originaire d'Iɣil Ɛli (Ighi Ali) en Kabylie, Antoine-Belkacem Amrouche, avec qui elle se marie, alors qu'elle a 16 ans et lui 18. Ils ont ensemble huit enfants : Paul-Mohand-Said (1900-1940), Henri-Achour (1903-1958), Jean-El-Mouhouv (1906-1962), Louis-Marie (1908-1909), Louis-Mohand-Seghir (1910-1939), Marie-Louise-Taos (1913-1976), Noël-Saadi (1916-1940) et René-Malek (1922-1995).
La famille Amrouche, après avoir habité quelque temps à Ighil Ali, chez les beaux-parents de Marguerite, quitte l'Algérie pour s'installer à Tunis. Marguerite y passe la majeure partie de sa vie, mais ne cesse de penser à sa Kabylie natale : « J’étais toujours restée en Kabylie, malgré les quarante années que j’ai passé en Tunisie, malgré mon instruction foncièrement française… ».
En 1930, elle entreprend, avec sa fille Marie-Louise Taos et son fils Jean, l'écriture et la traduction en français de ces chants berbères, conservés jusque-là par la tradition orale.
Elle subit de nombreux décès dans sa famille, et compose elle-même des poèmes pour des enfants partis trop tôt. Ces textes sont mis à l'honneur dans les Chants berbères de Kabylie de Jean Amrouche en 1939. Ils sont également en partie repris par sa fille Taos Amrouche dans Le Grain magique, publié en 1966.
Antoine-Belkacem, son mari, meurt le 27 décembre 1958 et elle, le 9 juillet 1967 à l’hôpital rural de Saint-Brice-en-Coglès près de Fougères, à l'âge de 85 ans, après avoir vécu quelques années dans la commune voisine de Baillé.

### Autobiographie posthume
En 1968, son autobiographie Histoire de ma vie est publiée à titre posthume. À travers ce récit, Marguerite peint le combat de la femme kabyle du XXe siècle, la quête d'une identité entre une Kabylie rurale, sa langue maternelle, le kabyle et la langue française; dans cette société kabyle qui lui impose de nombreuses contraintes, sa religion, pourtant exercée discrètement, mais qui la force à l'exil, les coutumes au nom desquelles cette même société l'exclut, en la punissant durement déjà avant même sa naissance, mais aussi cette culture berbère, et ses chants folkloriques qui lui « avaient permis de supporter l'exil et de bercer [s]a douleur. »

## Évocations littéraires
- Dans son ouvrage : Ces voix qui m'assiègent[2], Assia Djebar consacre l'article D'un silence à l'autre à la vie et à l’œuvre de Fadhma Aït Mansour Amrouche.

## Hommages
- Allée « Fadhma Amrouche Poétesse (1882-1967) » à Baillé (Ille-et-Vilaine)
- Fadhma At Mensour, chanson d'Oulahlou tirée de son album Silwan